# Migori

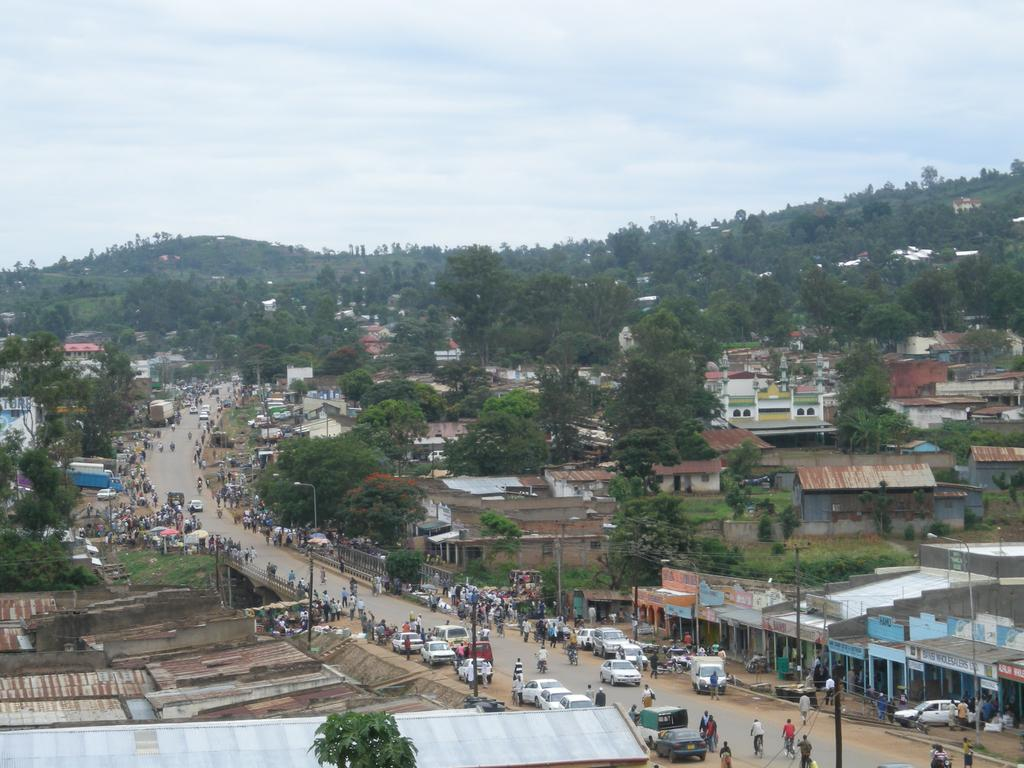
Panorama över Migori centrum

Migori är huvudort i distriktet Migori i provinsen Nyanza i Kenya. Centralorten hade 53 100 invånare vid folkräkningen 2009, med 61 049 invånare i hela kommunen.

## Skolor och college
- Pesoda Annex High School
- Nyabisawa Girls school
- Migori Boys
- Kadika Girls
- Onyalo Mixed
- Migori Teachers College
- St. Pius Uriri High  school.
- Bware Friends School.
- Oruba Mixed Secondary
- Pentagon Academy
- Msomi Teachers Training College
- Magongo Secondary School
- Kanga High School
- Isibania High School
- Moi Nyabohanse Girls High School

## Religion
Det finns såväl kristna som muslimer i Migori. De kristna har en kyrka och muslimerna har en moské. 